# Вадер, Артур Павлович
Арту́р Па́влович Ва́дер (16 февраля 1920, с. Горбово Витебской области, БССР — 25 мая 1978, Таллин, Эстонская ССР, СССР) — советский партийный и государственный деятель, кандидат исторических наук (1972), Председатель Президиума Верховного Совета Эстонской ССР (1970—1978).

## Биография
Родился 16 февраля 1920 года в деревне Горбово Витебской губернии (ныне деревня Горбово 1, Лиозненский район, Витебская область).
Окончив техникум в 1937 году, работал учителем в школе, потом некоторое время был инструктором городского комитета ВЛКСМ. В 1940 году стал директором школы фабрично-заводского ученичества в городе Можайске Московской области, одновременно заведовал отделом технического обучения одного из заводов.
Летом 1941 года вступил добровольцем в коммунистический полк народного ополчения, в его составе прошёл бои на Западном фронте. После расформирования части был зачислен в 343-й полк 38-й дивизии: воевал рядовым, потом заместителем политрука роты. В 1943 году на Воронежском фронте получил тяжёлое ранение, был демобилизован по инвалидности.
С 1943 года и до окончания войны работал директором механического техникума в Москве, потом возглавил Всесоюзный учебный комбинат Народного комиссариата — Министерства текстильной промышленности СССР.
В 1948 году направлен на партийную работу в Эстонию. Работал инструктором в Центральном Комитете Компартии Эстонии, 2-м секретарём Калининского райкома партии Таллина, с 1950 года — 1-м секретарём Харьюского райкома партии.
С 1952 по 1959 год был секретарём Таллинского горкома партии. Одновременно учился на заочном отделении Высшей партийной школы при ЦК КПСС (закончил в 1954 году), работал в ревизионной комиссии Компартии Эстонии. Затем находился в аппарате ЦК КПСС.
В 1963—1964 годы занимал должности председателя Комитета партийно-государственного контроля Центрального Комитета Компартии Эстонии и Совета Министров Эстонской ССР, секретаря ЦК Компартии Эстонии и заместителя Председателя Совета Министров ЭССР. С 8 января 1964 по 11 февраля 1971 года — второй секретарь ЦК КП Эстонии.
С 22 декабря 1970 по 25 мая 1978 года — Председатель Президиума Верховного Совета Эстонской ССР, одновременно с 24 ноября 1971 по 25 мая 1978 года — заместитель Председателя Президиума Верховного Совета СССР. 
Кандидат в члены ЦК КПСС (1966—1971). Член ЦК КПСС (1971—1978).
Скончался 25 мая 1978 года в Таллине. Похоронен на Лесном кладбище.  
В сентябре 1978 года имя А.П. Вадера было присвоено Сакуской средней школе.

## Награды
- орден Ленина (1965)
- орден Октябрьской Революции (1973)
- два ордена Трудового Красного Знамени (1970)
- орден Славы ІІІ ст.